# Bodo-saltans-Virus
Bodo-saltans-Virus (BsV, Spezies Theiavirus salishense) ist ein Riesenvirus im Phylum Nucleocytoviricota (früher Nucleocytoplasmic large DNA viruses, NCDLV) der Familie Mimiviridae, Unterfamilie Klosneuvirinae. Dieses wurde in einem Süßwasserteich in British Columbia entdeckt.
Der natürliche Wirt von BsV ist die Spezies Bodo saltans, verschiedene Stämme von BsV können auch andere Spezies der Gattung Bodo befallen. Diese Wirte sind Einzeller, die zu den Kinetoplastiden zählen. Die meisten bis dato bekannten anderen Mitglieder der Mimiviridae infizieren stattdessen Amöben der Gattung Acanthamoeba.
Die Virusart wurde am 8. April 2023 vom International Committee on Taxonomy of Viruses (ICTV) bestätigt.

## Beschreibung

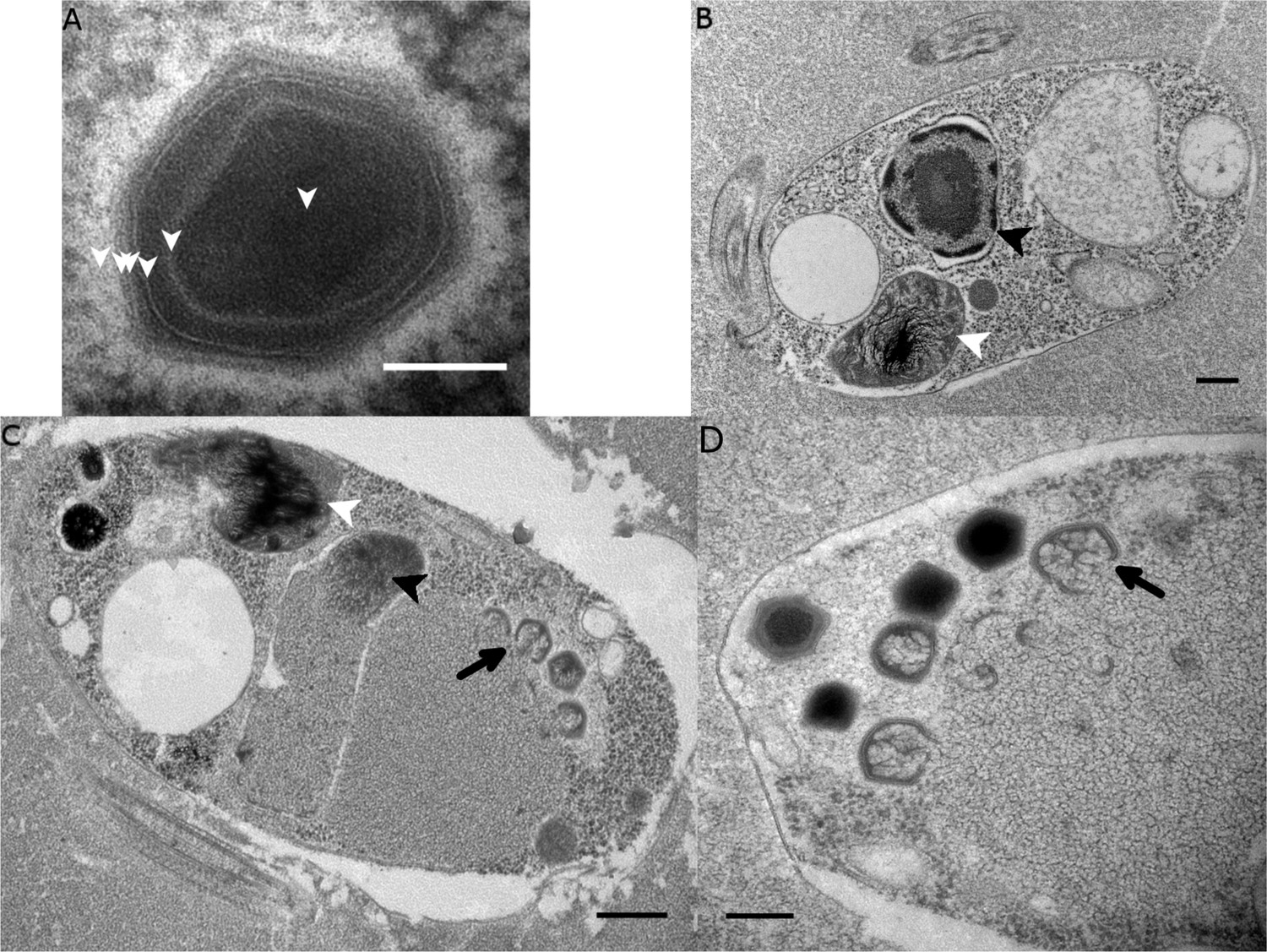
(A) zeigt ein reifes Bs-Virion.
(B) zeigt eine gesunde Zelle von Bodo saltans.
(C) und (D) zeigen den Zustand nach der Infektion, die Assemblierung und die Reifung der Virionen in einer Zelle von B. saltans.

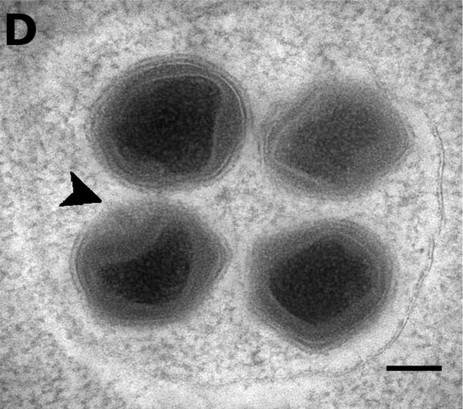
Neu gebildete Bs-Virionen im Inneren eines Vesikels. Am Apex des linken unteren Virions befindet sich ein geschlossenes Stargate (schwarze Pfeilspitze).

Die Viruspartikel (Virionen) von BsV ähneln denen der Mimiviren und besitzen wie diese auf dem Kapsid eine seesternartige Struktur, „englisch Stargate“ (Sternentor) genannt.
Sie haben einen Durchmesser von ca. 300 nm.
Bs-Virionen replizieren sich in für Mimiviridae typischerweise in zytoplasmatischen Virusfabriken.

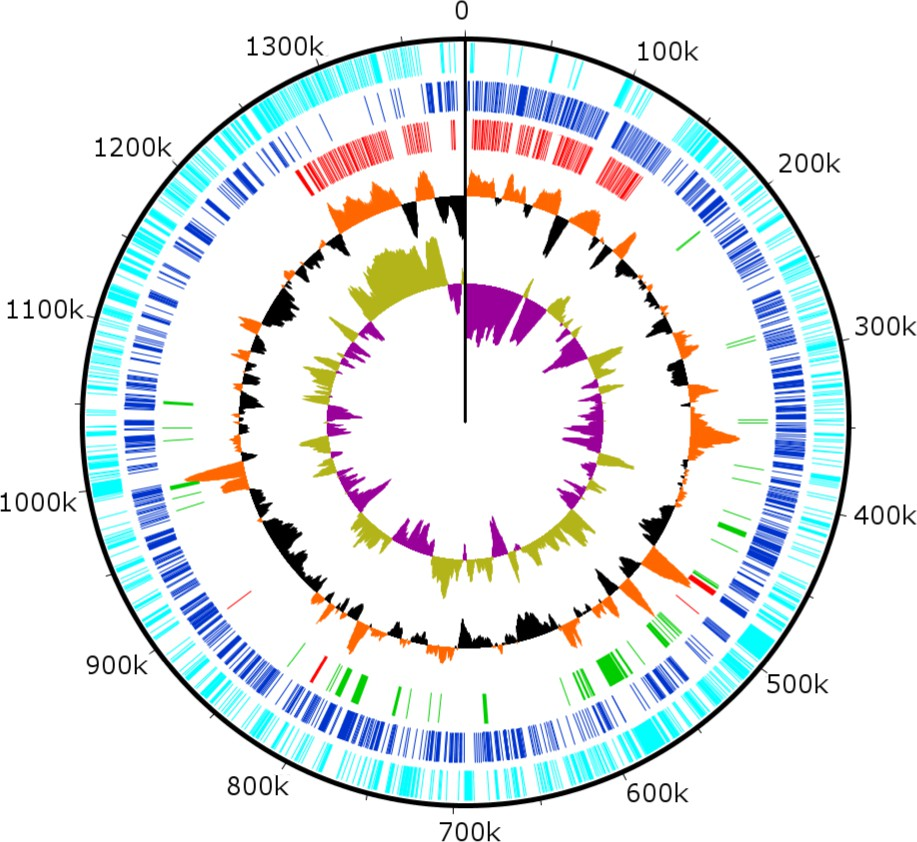
Kreisförmige Darstellung des linearen BsV-Genoms.

Das Genom von BsV ist linear und besteht aus doppelsträngiger DNA (dsDNA). Es hat eine Länge von 1.385.869 bp (Basenpaaren). Der GC-Gehalt liegt bei 25,3 %.
Nach den Untersuchungen sollte das Genom aus 1.227 offenen Leserahmen (englisch openreading frames, ORFs) bestehen und vorhergesagt 1.207 Proteine kodieren.
Bei 27 % dieser kodierten Proteine wurde Homologie zu bekannten eukaryotischen Sequenzen gefunden, bei mehr als der Hälfte gibt es keine erkennbaren Übereinstimmungen.
Die kodierten Proteine sind beteiligt an der DNA-Replikation und -Reparatur, der RNA-Synthese und -Modifikation. Außerdem gibt es Translationsproteine und Kapsidproteine.
Anders als bei anderen bekannten Riesenviren gibt es keine Gene für tRNAs. Da BsV keine an der Proteinsynthese beteiligten Enzyme kodiert, muss das Virus bei zu diesem Zweck Wirts-tRNAs verwenden.
Gene, die ein System zur Fusion von Membranen kodieren, könnten durch horizontalen Gentransfer vom eukaryotischen Wirt abstammen. Diese könnten es den Virionen ermöglichen, in die Wirtszelle einzudringen.
Mobile genetische Elemente sind in großer Zahl vorhanden, einschließlich selbstspleißender Proteine (sogenannte Inteine), sowie als Ribozyme wirksame Sequenzen, die sich aus der RNA herausspleißen können. Solche mobilen genetischen Elemente hatte man zuvor noch nie bei anderen Riesenviren gefunden.
Von einem Protein, das an der Bekämpfung der Wirtsabwehr beteiligt sein könnte, sind 148 Kopien vorhanden. Nach Ansicht der Autoren wurde dieses Gen wiederholt dupliziert, da eine größere Menge davon benötigt wurde, damit sich das Virus gut in den Wirtszellen replizieren kann. Eine ähnliche Vervielfachung von Genen, die einen Antagonisten eines Immunproteins des Wirts kodieren, wurde auch im Genom des Vacciniavirus (ebenfalls ein NCLDV aus der Familie der Poxviridae) beobachtet.

## Wirte
Der BsV-Stamm NG1 (BsV-NG1) infiziert den Bodo saltans-Stamm NG (CCCM6296), aber nicht HFCC12.

## Isolation
Bodo saltans Stamm wurde von Deeg et al. 2014 aus einer Wasserprobe isoliert, die in der Nähe der Sedimentoberfläche des (eutrophischen) Teichs im Nitobe Memorial Garden (NG) auf dem Gelände der University of British Columbia westlich von Vancouver, Kanada, entnommen wurde.
Die Viruskonzentrate wurden an 11 Süßwasserstandorten im Süden von British Columbia, Kanada, gesammelt. Die Kulturen von Bodo saltans NG wurden mit etwa 2 × 105 Zellen/mℓ mit dem gepoolten Viruskonzentrat von allen 11 Standorten beimpft.

## Etymologie
Der Gattungsname Theiavirus ist benannt nach Theia aus der griechischen Mythologie, die zu den zwölf Titanen gehört.
Das Artepitheton salishense ist eine latinisierte Form, offensichtlich benannt nach den Küsten-Salish, einer Gruppe von Ureinwohnern im Entnahmegebiet der Proben, bzw. nach der Salish Sea, dem Meeresgebiet zwischen Vancouver Island und dem US-Bundesstaat Washington, und damit ebenfalls indirekt nach den Küsten-Salish.

## Systematik

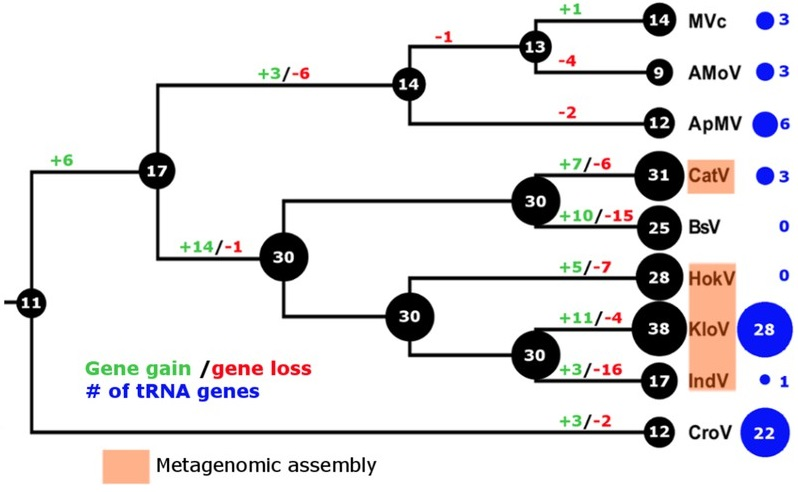
Phylogenetischer Baum, ermittelt anhand der Translatiopnsenzyme. MVc: Megavirus chilense, AMoV: Moumouvirus moumou, ApMV: Mimivirus bradfordmassiliense, CatV: „Catovirus“, BsV: Theiavirus salishense, HokV: „Hokovirus“, KloV: „Klosneuvirus“ (KlosnV), IndV: „Indivirus“, CroV: Rheavirus sinusmexicani.

Die nächsten Verwandten von BsV sind unter anderem die in Klosterneuburg per Metagenomik gefundenen Viren „Klosneuvirus“ (KnV bzw. KlosnV), „Hokovirus“ (HokV), „Catovirus“ (CatV) und „Indivirus“ (IndV). Mit ihnen zusammen gehört BsV zur Familie der vom ICTV bestätigten Familie Mimiviridae, Unterfamilie Klosneuvirinae.
Meist zeigt sich eine engere Verwandtschaft der Klosneuviren zu den Mimiviren als zum Cafeteria-roenbergensis-Virus (wissenschaftlich Rheavirus sinusmexicani, Unterfamilie Aliimimivirinae, Cafeteriaviren). Manche Autoren betonen eine engere Verwandtschaft der Klosneuviren mit den Cafeteriaviren und „Namao-Virus“ und schlugen daher zuvor vor, beide Kladen in einer gemeinsame Unterfamilie „Aquavirinae“ zusammenzufassen.
Während das NCBI das Bodo-saltans-Virus (BsV) als Spezies in der Gattung „Klosneuvirus“ sieht, fanden Disa Bäckström et al. (2019), Fig. 3, eine Phylogenie der Klosneuviren, in der „Catovirus“ den nächsten Verwandten von BsV unter den vier ursprünglichen Klosneuviren darstellt.
Weitere Kladogramme zur inneren Systematik der Klosneuviren finden sich unter  Klosneuvirus §Systematik.